# ویلیام پی. پولاک
ویلیام پی. پولاک (به انگلیسی: William Pegues Pollock) سناتور سابق عضو حزب دموکرات ایالات متحده آمریکا بود. وی در سال ۱۹۱۸ تا ۱۹۱۹ میلادی سناتور ایالت کارولینای جنوبی در سنای ایالات متحده آمریکا بود.